# Johann Wilhelm Baier
Ne pas le confondre avec son fils Johann Wilhelm Baier (1675-1729).
Pour les articles homonymes, voir Baier.
Johann Wilhelm Baier, né le 11 novembre 1647 à Nuremberg et mort le 19 octobre 1695 à Weimar, est un théologien allemand de tradition scolastique luthérienne.

## Biographie
Johann Wilhelm Baier naît le 11 novembre 1647 à Nuremberg. Il étudie la philologie, surtout orientale, et la philosophie à Altdorf de 1664 à 1669, année où il se rend à Iéna et devient disciple de Johannes Musaeus, le représentant du parti milieu dans la controverse syncrétiste, dont il épouse la fille en 1674. Après avoir obtenu son doctorat la même année, il devient en 1675 professeur d'histoire de l'Église à l'université et donne des conférences avec beaucoup de succès sur différentes branches de la théologie.
En 1682, il est choisi pour représenter le camp protestant dans les négociations avec le légat du pape Nicolas Steno, évêque de Titiopolis, pour la réunion des Églises. Il est trois fois recteur à Iéna avant d'être appelé par l'électeur Frédéric III, en 1694, comme professeur et recteur provisoire de la nouvelle université de Halle. Sa dévotion à la stricte orthodoxie l'amène à entrer en conflit avec certains de ses collègues, et le mouvement piétiste lui pose également des problèmes, de sorte qu'au bout d'un an, il est heureux d'accepter les postes combinés de prédicateur de la cour, surintendant et pasteur à Weimar - qu'il n'occupe cependant que quelques mois. Johann Wilhelm Baier meurt le 19 octobre 1695 à Weimar.

## Travaux
Il laisse un nom dans l'histoire de la théologie, surtout par son compendium dogmatique, qui préserve encore les premières traditions protestantes chez les Hauts Luthériens, notamment en Amérique. Les théologiens d'Iéna, et Johannes Musaeus en particulier, avaient été sollicités par Ernest le Pieux de rédiger un tel ouvrage, pour prendre la place de l'antique Hutter, et Musæus exhorta son gendre à le faire. La première édition parut en 1686, la seconde, augmentée, en 1691, et elle a été fréquemment réimprimée depuis. Sa méthode, sa concision et l'absence de toute polémique en ont fait un manuel d'usage général. Cependant, il était manifestement conçu par son auteur comme une défense de la théologie d'Iéna, qui avait été vivement attaquée à Wittenberg et était soupçonnée de syncrétisme. Sa dépendance à l'égard de Musæus est vraiment le trait distinctif du livre, qui est en grande partie une compilation de ce dernier. Les autres travaux de Johann Wilhelm Baier incluent des écrits polémiques contre Erbermann, un converti au catholicisme romain et un jésuite, et contre les Quakers ; et trois autres compendiums, publiés après sa mort (1698), un de théologie exégétique, un de théologie morale, ainsi qu'un d'histoire du dogme. L'importance de sa lecture réside dans le fait qu'il a transmis et popularisé la théologie de Musæus ; et son œuvre a été poursuivie par Buddeus, qu'il a laissé à Halle comme professeur de philosophie morale.
Le rêve de Johann Wilhelm Baier était de réconcilier les catholiques et les protestants (Collatio doctrinoe pontificiorum et protestantium, 1692), et d'unir entre elles les diverses branches du protestantisme (Collatio doctrinoe quakerorum et protestantium, 1694). Sa science avait un caractère véritablement encyclopédique (Compendium theologiae positivae, homileticoe, histicoe, moralis et exegeticoe, 1673-1694).